# Baltimore Colts 1979
La stagione 1979 dei Baltimore Colts è stata la 27ª della franchigia nella National Football League. Guidati dall'allenatore al quinto anno Ted Marchibroda, i Colts conclusero con un record di 5 vittorie e 11 sconfitte, all'ultimo posto della AFC East.
Con persistesti problemi alla spalla, il quarterback Bert Jones giocò sporadicamente, venendo sostituito dal veterano Greg Landry. I Colts continuarono a faticarono e Marchibroda fu licenziato a fine dicembre, venendo sostituito da Mike McCormack.

## Roster
| Roster dei Baltimore Colts nel 1979 |
| --- |
| Quarterback - 12 Jerry Golsteyn - 7 Bert Jones - 11 Greg Landry Running Back - 29 Ben Garry - 36 Don Hardeman FB - 48 Roosevelt Leaks FB - 23 Don McCauley - 20 Joe Washington Wide Receiver - 84 Randy Burke - 81 Roger Carr - 87 Brian DeRoo - 35 Glenn Doughty - 45 Mike Siani Tight End - 83 Mack Alston - 86 Reese McCall Offensive Linemen - 60 Ron Baker G - 69 Wade Griffin T - 52 Lee Gross C - 68 Jeff Hart T - 62 Ken Huff G - 57 Ken Mendenhall C - 61 Robert Pratt G - 64 David Taylor T - 67 Bob Van Duyne G Defensive Linemen - 63 Mike Barnes DT - 72 Fred Cook DE - 76 Joe Ehrmann DT - 73 Ron Fernandes DE - 79 Greg Fields DE - 90 Jim Krahl DT - 88 Herb Orvis DT - 51 Mike Ozdowski DE Linebacker - 55 Barry Krauss MLB - 54 Sanders Shiver OLB - 56 Ed Simonini MLB - 53 Stan White OLB - 59 Mike Woods OLB - 58 Steve Zabel MLB/OLB Defensive Back - 44 Lyle Blackwood FS - 47 Larry Braziel CB - 25 Nesby Glasgow CB/FS - 28 Dwight Harrison CB - 40 Bruce Laird SS - 30 Doug Nettles CB - 37 Reggie Pinkney SS - 43 Norm Thompson CB Special Team - 10 Bucky Dilts P - 2 Toni Linhart K - 5 Steve Mike-Mayer K Lista delle riserve - 75 George Kunz T (IR) |
| Legenda - I rookie sono in corsivo. - Il primo ruolo è il principale mentre gli eventuali successivi indicano i ruoli secondari. - (IR) sta per Injured Reserve ed indica la lista ristretta per un solo giocatore infortunato che può tornare ad allenarsi dopo la settimana 6 e a rientrare in prima squadra dopo che questa ha giocato 8 partite. - (NF-Inj.) / (NF-Ill.) stanno rispettivamente per Non-Football Injured e Non-Football Illness ed indicano le liste dove viene inserito un giocatore che ha un infortunio o una malattia non dipendente dal football americano. - (PUP) sta per Physically Unable to Perform ed indica la lista dove viene inserito un giocatore mentre è in attesa di recuperare la condizione fisica. Nella stagione regolare dopo la sesta partita giocata dalla propria squadra, il giocatore ha tempo tre settimane per riprendere ad allenarsi, più tre settimane aggiuntive dal suo rientro agli allenamenti per rientrare in prima squadra. |

## Calendario
| Stagione regolare |              |                         |           |        |                      |          |
| Turno             | Data         | Avversario              | Rosiltato | Record | Stadio               | Pubblico |
| 1                 | 2 settembre  | at Kansas City Chiefs   | S 0–14    | 0–1    | Arrowhead Stadium    | 50,442   |
| 2                 | 9 settembre  | Tampa Bay Buccaneers    | S 26–29   | 0–2    | Memorial Stadium     | 36,374   |
| 3                 | 16 settembre | at Cleveland Browns     | S 10–13   | 0–3    | Cleveland Stadium    | 72,070   |
| 4                 | 23 settembre | at Pittsburgh Steelers  | S 13–17   | 0–4    | Three Rivers Stadium | 49,483   |
| 5                 | 30 settembre | Buffalo Bills           | S 13–31   | 0–5    | Memorial Stadium     | 31,904   |
| 6                 | 7 ottobre    | New York Jets           | V 10–8    | 1–5    | Memorial Stadium     | 32,142   |
| 7                 | 14 ottobre   | Houston Oilers          | S 16–28   | 1–6    | Memorial Stadium     | 45,021   |
| 8                 | 21 ottobre   | at Buffalo Bills        | V 14–13   | 2–6    | Rich Stadium         | 50,581   |
| 9                 | 28 ottobre   | New England Patriots    | V 31–26   | 3–6    | Memorial Stadium     | 41,029   |
| 10                | 4 novembre   | Cincinnati Bengals      | V 38–28   | 4–6    | Memorial Stadium     | 37,740   |
| 11                | 11 novembre  | at Miami Dolphins       | S 0–19    | 4–7    | Miami Orange Bowl    | 50,193   |
| 12                | 18 novembre  | at New England Patriots | S 21–50   | 4–8    | Schaefer Stadium     | 60,879   |
| 13                | 25 novembre  | Miami Dolphins          | S 24–28   | 4–9    | Memorial Stadium     | 38,016   |
| 14                | 2 dicembre   | at New York Jets        | S 17–30   | 4–10   | Shea Stadium         | 47,744   |
| 15                | 9 dicembre   | Kansas City Chiefs      | S 7–10    | 4–11   | Memorial Stadium     | 25,684   |
| 16                | 16 dicembre  | at New York Giants      | V 31–7    | 5–11   | Giants Stadium       | 58,71    |

## Classifiche
| AFC East             |    |    |   |      |      |      |     |     |     |
|                      | V  | S  | P | %    | CONF | DIV  | PF  | PS  | STR |
| Miami Dolphins(3)    | 10 | 6  | 0 | .625 | 5–3  | 6–6  | 341 | 257 | S1  |
| New England Patriots | 9  | 7  | 0 | .563 | 4–4  | 6–6  | 411 | 326 | V1  |
| New York Jets        | 8  | 8  | 0 | .500 | 4–4  | 5–7  | 337 | 383 | V3  |
| Buffalo Bills        | 7  | 9  | 0 | .438 | 4–4  | 5–7  | 268 | 279 | S3  |
| Baltimore Colts      | 5  | 11 | 0 | .313 | 3–5  | 4–10 | 271 | 351 | V1  |